# Georg Pingler

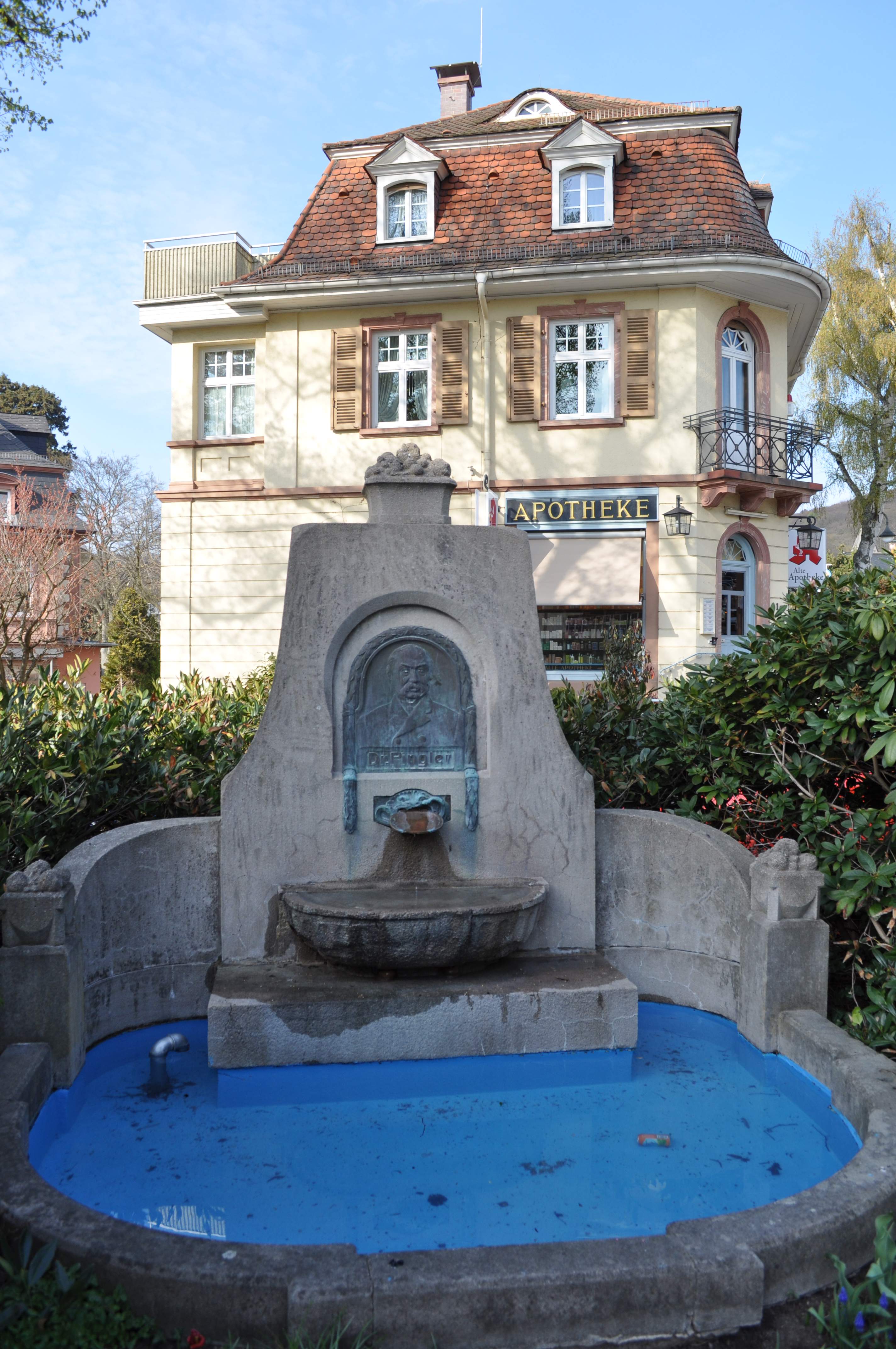
Brunnendenkmal für Georg Pingler

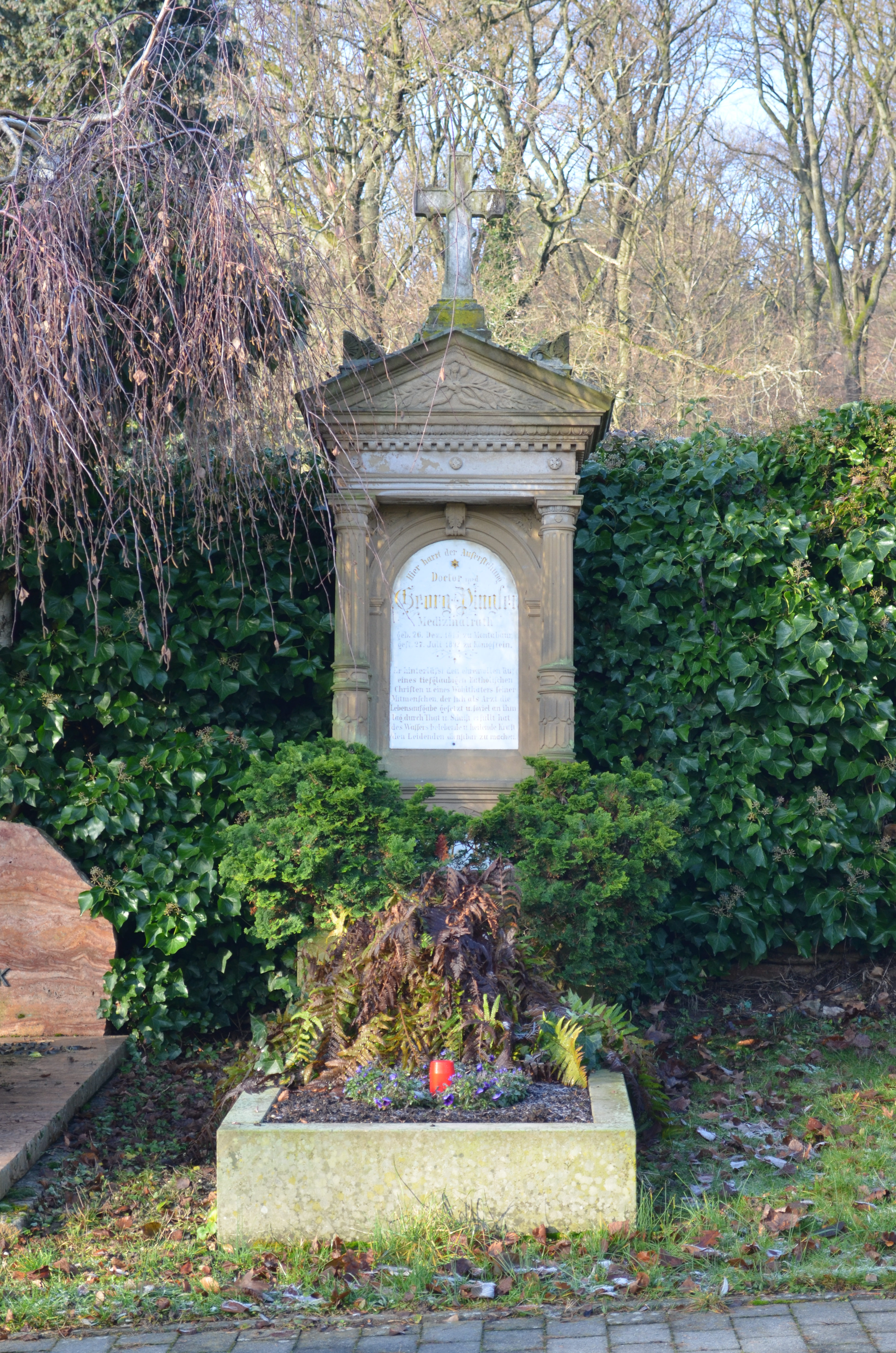
Grab von Georg Pingler

Georg Pingler (* 26. Dezember 1815 in Montabaur; † 27. Juli 1892 in Königstein im Taunus) war ein deutscher Mediziner, der Leibarzt Herzog Adolphs von Nassau und Begründer des Kurwesens in Königstein war.

## Leben und Werk
Pingler besuchte das Gymnasium in Koblenz und Weilburg und studierte Medizin an der Ruprecht-Karls-Universität Heidelberg und der Julius-Maximilians-Universität Würzburg.
1850 wurde er von der herzoglich nassauischen Regierung als Medizinalassistent von Usingen nach Königstein versetzt. Sein Bestreben, mit einer billigen aber doch wirksamen Behandlung der armen Königsteiner Bevölkerung helfen zu können, brachte ihn zur Wasserheilkunde. Vincenz Prießnitz (1799–1851) und Sebastian Kneipp (1821–1897) waren die Wegbereiter, die mit ihren Kaltwasseranwendungen die Therapien neu belebten. Prießnitz, geboren in Gräfenberg im Altvatergebirge, begründete dort eine weltbekannte Wasserheilanstalt, zu der zahlreiche Kranke und Schüler aus ganz Europa strömten. 1839 weilten 120 Ärzte auf dem Gräfenberg, um seine Heilmethoden kennenzulernen. Pingler verbrachte vier Monate bei ihm.
Nach seiner Rückkehr wendete er dieses erlernte Wasserheilverfahren bei den Einwohnern von Königstein und Umgebung an. Als nassauischer Beamter war auch Pingler gehalten, den herzoglichen Behörden regelmäßig über seine Tätigkeiten zu berichten. Sein vorgesetzter Kollege Ferdinand Küster aus Kronberg, selbst Betreiber einer Kur- und Badeanstalt im Kronthal zeigte ihn jedoch beim Staatsministerium an, dass seine Behandlungen nicht den „Dienstanweisungen“ entsprächen. Pingler konnte sich aber durchsetzen und seine Wasserbehandlungen erfolgreich weiterführen. Schon am 24. Juli 1851 konnte am unteren Ende des Billtals seine Kaltwasseranstalt in Betrieb genommen werden, das so genannte „Prießnitzbad“. Ab 1852 durfte Königstein das Prädikat „Bad“ führen; das war der Anfang des Kurbetriebs für den Ort.
Bei einer Typhusepidemie 1853 behandelte Pingler 85 erkrankte Patienten ausschließlich mit kaltem Wasser, nur ein Kind starb. Pingler kannte die bioklimatischen Verhältnisse des Taunus-Südhangs und behandelte neben der Hydrotherapie auch mit der Klimatherapie. Er wusste um den Wert des milden Herbstes und den Wert der Winterkuren durch den „klaren Himmel“ und die „erfrischende Kälte“. Die Kaltwasserbehandlung wurde den Jahreszeiten und der Witterung angepasst.
Pingler wurde zum Medizinalrat und zum Leibarzt von Herzog Adolph von Nassau-Weilburg ernannt. Auf Vorschlag der Regierung bewilligte die Ständeversammlung 1859 zur „Hebung der Kaltwasseranstalt“ 3.000 Gulden. In der Begründung wird die Wichtigkeit des Wasserheilverfahrens und die Notwendigkeit der Förderung der Wasserheilanstalt ausführlich dargelegt. Da die Anstalt aus privaten Mitteln nicht existieren könne, sei eine Unterstützung aus der allgemeinen Staatskasse selbstverständlich. Der Zuschuss ermöglichte Pingler, drei neue Quellen zu erbohren. 1863 gründete er in Königstein den Curverein, der sich unter anderem um Spazierwege und Ruhebänke kümmerte.
Pingler war für die Königsteiner Bevölkerung der beliebte „Wasserdoktor“. Da die Bandbreite seiner Patienten von Adligen bis zu den Armen Königsteins zählte, betrieb er die Ansiedlung der Kongregation der Armen Dienstmägde Jesu Christi in Königstein in einem von ihm geleiteten Hospital. Die Schwestern dieser Gemeinschaft stammten aus demselben Amt wie er, und ihr Wirken war ihm nicht nur familiär, sondern auch durch sein Wirken für die Verbandsarbeit der Nassauische Ärzteschaft bekannt. Sie waren entgegen der zeitgenössischen Anlernpraxis ärztlich unterwiesen, was durch ein Mitglied der Familie Thewald (Thewalt) geschah. Sein Neffe, der ebenfalls aus einer Westerwaldfamilie entstammende Arzt Joseph Thewald (1852–1927), auch in der Version Thewalt urkundlich erwähnt, später Geheimer Sanitätsrat, großherzoglich luxemburgischer Hofrat sowie Leibarzt des Hauses Nassau-Luxemburg, führte das Prießnitzbad nur kurze Zeit weiter; er hatte kein Interesse an dem Wasserheilverfahren. 
Pingler war auch der Arzt des Frankfurter Dichters Friedrich Stoltze. Dieser verewigte ihn namentlich als eine der Hauptpersonen in seiner autobiografischen Novelle „Flucht von Königstein“.

## Georg-Pingler-Brunnen
Schon 1881 kam unter den Königsteinern der Wunsch auf, ihm ein Denkmal zu errichten; Pingler bat jedoch, davon Abstand zu nehmen. Beide Mediziner erhielten später Ehrengräber der Stadt Königstein, und nach beiden wurden Straßen benannt. Erst am 21. September 1913 fand die Einweihung des Pinglerbrunnens auf dem Gelände der ehemaligen Baumschule und des Kriegerdenkmals (bis 1912), an der Ecke Bleichstraße / Herzog-Adolph-Straße und Limburger Straße statt. Vom Frankfurter Bildhauer Karl Schichtel stammt das Relief-Porträt Pinglers, umrahmt von einer Lorbeerranke (als Attribut des Äskulap). Darunter sieht man den Kopf eines Löwen, der in seinem Maul eine Schale hält. Darum windet sich eine Schlange und steht mit ihrem Kopf über der Schale.